# 贾乌德·亚哈
贾乌德·亚哈（Jaouad Achab，1992年8月20日—）生于摩洛哥，是一名比利时籍男子跆拳道运动员，曾修读物理治疗专业。贾乌德是家里四个孩子中的老三，他在三岁的时候开始接触跆拳道，六岁时，他首次代表俱乐部获得比赛的冠军。2009年，贾乌德随家人移居至比利时布鲁塞尔，以寻求更多参加跆拳道比赛的机会。2013年，贾乌德成功获得比利时国籍。